# Cillorigo de Liébana
Cillorigo de Liébana là một đô thị thuộc cộng đồng tự trị Cantabria, Tây Ban Nha. Theo điều tra dân số năm 2007, đô thị này có dân số là 1.179 người. Thủ phủ là Tama.

## Biến động dân số
| 1900  | 1910  | 1920  | 1930  | 1940  | 1950  | 1960  | 1970  | 1980  | 1990  | 2000  | 2007  |
| ----- | ----- | ----- | ----- | ----- | ----- | ----- | ----- | ----- | ----- | ----- | ----- |
| 2.476 | 2.039 | 2.353 | 2.214 | 2.439 | 2.350 | 1.888 | 1.656 | 1.347 | 1.266 | 1.103 | 1.221 |

Fuente: INE